# Парк Строителей (Санкт-Петербург)
Парк Строи́телей — парк в Невском районе Санкт-Петербурга. Расположен в историческом районе Весёлый Посёлок по обе стороны от Искровского проспекта между улицами Подвойского и Антонова-Овсеенко.

## История

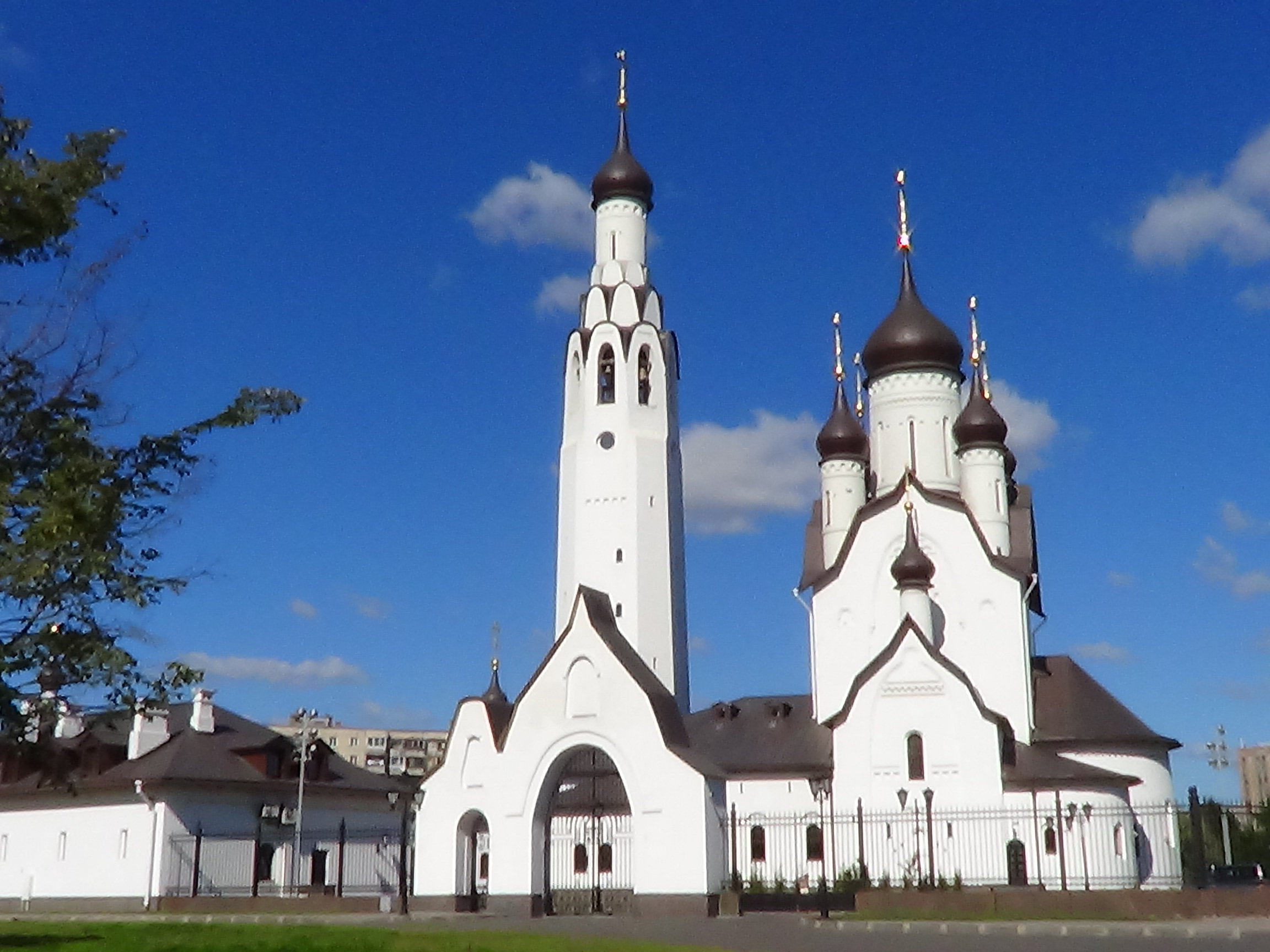
Церковь в парке Строителей, 2013 год

Территория вокруг парка начала застраиваться ещё в начале 1970-х годов. Сперва территорию между улицами Подвойского и Антонова-Овсеенко тоже начали застраивать — там появились два типовых 12-этажных здания общежития и четыре 9-этажных панельных дома (позже был построен ещё один — поперёк существующих), однако потом решили оставить эту территорию как рекреационную зону. Таким образом парк простирался от торцов построенных домов до Искровского проспекта, и от Искровского проспекта до Дальневосточного проспекта, фактически сливаясь с большим пустырём за улицей Белышева.
Не позднее 2003 года на 30 гектарах был разбит парк. Он включил в себя четыре круговые площадки (по две в каждой части парка), от которых отходили лучи. Не позднее 2004 года по инициативе администрации Невского района и Союза строительных организаций территории дали название парк Строителей. Согласно данным официального реестра, название официально не присваивалось (у него нет даты присвоения), оно перешло в реестр автоматически вместе с другими названиями зеленых зон общего пользования.
Впоследствии площадь парка стала уменьшаться — в его прежних границах стали отводиться места под новые объекты. В 2006 году был построен жилой дом на улице Антонова-Овсеенко, 18, в 2008 году — еще один жилой дом на улице Подвойского, 13, корпус 2. В 2009 году сдали спортивный комплекс на улице Антонова-Овсеенко, 2. А в 2011 году в центре западной части парка ввели в эксплуатацию церковь Апостола Петра на Искровском проспекте, 11.
В 2023 году было выдано разрешение на застройку еще 1,8 гектара парка, а именно на улице Подвойского в створе Нерчинской улицы. Там будет построен образовательный комплекс для детей-инвалидов.